# Open Pau-Pyrénées 2021
L'Open Pau-Pyrénées 2021, noto come Teréga Open Pau-Pyrénées per motivi di sponsorizzazione, è stato un torneo maschile di tennis giocato sul cemento indoor. Era la 3ª edizione del torneo, facente parte della categoria Challenger 100 nell'ambito dell'ATP Challenger Tour 2021. Si è giocato al Palais des Sports de Pau di Pau, in Francia, dal 15 al 21 novembre 2021.

## Partecipanti

### Teste di serie
| Nazionalità | Giocatore       | Ranking* | Testa di serie |
| ----------- | --------------- | -------- | -------------- |
| Spagna      | Feliciano López | 103      | 1              |
| Danimarca   | Holger Rune     | 109      | 2              |
| Francia     | Gilles Simon    | 118      | 3              |
| Austria     | Dennis Novak    | 119      | 4              |
| Slovacchia  | Norbert Gombos  | 120      | 5              |
| Stati Uniti | Maxime Cressy   | 128      | 6              |
| Moldavia    | Radu Albot      | 134      | 7              |
| Rep. Ceca   | Zdeněk Kolář    | 139      | 8              |

* Ranking all'8 novembre 2021.

### Altri partecipanti
I seguenti giocatori hanno ricevuto una wild card per il tabellone principale:
- Dan Added
- Gabriel Debru
- Harold Mayot

Il seguente giocatore è entrato in tabellone come special exempt:
- Hiroki Moriya

I seguenti giocatori sono entrati in tabellone come alternate:
- Geoffrey Blancaneaux
- Julien Cagnina
- Pavel Kotov

I seguenti giocatori sono passati dalle qualificazioni:
- Sebastian Fanselow
- Michael Geerts
- Calvin Hemery
- Georgii Kravchenko

## Punti e montepremi
| Torneo    | Torneo              | V      | F     | SF    | QF    | 2T    | 1T  | Q | Q2  | Q1  |
| Singolare | Punti               | 100    | 60    | 35    | 18    | 8     | 0   | 5 | 1   | 0   |
| Singolare | Premi in denaro (€) | 12 250 | 7 200 | 4 260 | 2 480 | 1 460 | 885 | – | 440 | 220 |
| Doppio    | Punti               | 100    | 60    | 35    | 18    | –     | 0   | – | –   | –   |
| Doppio    | Premi in denaro (€) | 5 250  | 3 100 | 1 840 | 1 090 | –     | 610 | – | –   | –   |

## Campioni

### Singolare
Radu Albot ha sconfitto in finale  Jiří Lehečka con il punteggio di 6–2, 7–6(5)

### Doppio
Romain Arneodo /  Tristan-Samuel Weissborn hanno sconfitto in finale  Aisam-ul-Haq Qureshi /  David Vega Hernández con il punteggio di 6–4, 6–2